# Amanita arocheae
Amanita arocheae là một loài nấm trong chi Amanita, chúng có mặt ở Trung Mỹ và Nam Mỹ. Chất độc gây chết người là một đặc tính của liên họ phalloideae và các loài liên quan đến mũ nấm chết A. phalloides. Tên của nó được đặt theo tên nhà nấm học R. M. Aroche.
Ở Mexico, nó còn có tên là hongo gris, chúng được tìm thấy dưới các cây sồi. Nó khác với loài nấm mũ chết (A. phalloides) ở màu sắc mũ của nó, từ nâu đến xám.